# Найт, Кристофер (писатель)
Кри́стофер Найт (англ. Christopher Knight; род. 23 ноября 1950) — британский писатель, масон и автор десятка бестселлеров — исследований, написанных в соавторстве. Исследователь и популяризатор церемоний и истории масонства. Автор ряда гипотез, например, о преемственности масонства, о Рослинской часовне возле Эдинбурга, о существовании в древности более развитой «цивилизации № 1» или об искусственности Луны.
Имеет дипломы по графическому искусству и психологии потребления; в 1997 году был директором агентства по маркетингу и рекламе.
Уже первая книга (1996) была переведена на 40 языков. Русские переводы издаются с 2006 года.

## Издания
В соавторстве с физиком Робертом Ломасом:
- «Ключ Хирама[англ.]» / The Hiram Key. 1996, Century. ISBN 978-0712685795.
- «Второй мессия» / The Second Messiah. 1997, Century. ISBN 978-0712677196.
- «Святой Грааль (Тайны древнего мира)» / The Holy Grail (Mysteries of the Ancient World). 1997, Weidenfeld and Nicolson. ISBN 978-0297823186.
- «Машина Уриила[англ.]» / Uriel’s Machine. 1999, Century. ISBN 978-0712680073.
- «Масонский Завет. Наследие Хирама» (в оригинале «Книга Хирама») / The Book Of Hiram. 2003, Century. ISBN 978-0712694384.

В соавторстве с журналистом Аланом Батлером (Alan Butler):
- «Цивилизация № 1» / Civilization One. 1999, Watkins Publishing. ISBN 978-1842930953.
- «Мистерия Луны» (в оригинале «Кто построил Луну?») / Who Built the Moon?. 2005, Watkins Publishing. ISBN 978-1842931639.
- «Соломоновы посредники» / Solomon’s Power Brokers. 2007, Watkins Publishing. ISBN 978-1842931684.
- «До пирамид» / Before the Pyramids. 2009, Watkins Publishing. ISBN 978-1906787387.
- «Новый взгляд на ключ Хирама» / The Hiram Key Revisited. 2010, Watkins Publishing. ISBN 978-1907486135.

Единственный автор:
- «Божий план» / God’s Blueprint. 2015, Watkins Publishing. ISBN 978-1780287492.